# From Paris with Love
From Paris with Love è un film del 2010 diretto da Pierre Morel, con protagonisti John Travolta e Jonathan Rhys Meyers. È prodotto dall'EuropaCorp di Luc Besson, anche autore del soggetto.

## Trama
Charlie Wax è un agente della CIA dai modi spicci e poco ortodossi: ai raffinati metodi di intelligence preferisce un caricatore pieno di pallottole e un bazooka. James Reese è invece un agente segreto metodico e ligio alle regole che lavora sotto copertura come assistente dell'ambasciatore americano a Parigi. La sua prima missione da spia è quella di sgominare un'imponente organizzazione criminale cinese guidata da un certo Wong, che traffica droga a Parigi e dal quartier generale gli viene inviato un partner, Wax.
Il tumultuoso arrivo di Charlie Wax mette a soqquadro non solo Parigi, tra sparatorie e inseguimenti a tutta velocità lungo i boulevard, ma anche la vita sentimentale di Reese e della sua fidanzata Caroline, anche perché non si tratta solo di una questione di trafficanti di droga il motivo per cui Charlie Wax è stato inviato in missione a Parigi ma soprattutto per sgominare un'organizzazione terroristica, il cui scopo è di uccidere un importante personaggio politico statunitense in visita a Parigi.
Nel frattempo i due agenti scoprono che la fidanzata di James non è altro che l'esecutrice materiale del piano. Reese quindi affronta Caroline, la quale tenta di farsi esplodere all'interno dell'ambasciata americana di Parigi,  e all'agente non rimane altra soluzione che ucciderla.

## Ricezione
Il film ha ricevuto recensioni contrastanti da parte della critica. Sull'aggregatore di recensioni Rotten Tomatoes, il film ha un rating del 37% con un punteggio medio di 4,80/10. Il consenso della critica del sito afferma: "Sebbene non sia privo di fascino - primo fra tutti l'accattivante interpretazione sopra le righe di John Travolta - ‘From Paris with Love’ è troppo confuso e disarticolato per soddisfare".